# Tepa Sport
La Tepa Sport è un'azienda italiana di calzature, abbigliamento e accessori di articoli sportivi. Oggi il marchio è commercializzato dalla famiglia Riva, fondatrice nel 1952.

## Storia
Nel 1952 i tre fratelli Riva, Battista, Rino, Paolo, fondarono un'azienda a Rudiano dopo aver lavorato per anni singolarmente nel mondo calzaturiero. Il marchio Tepa Sport, costituito da un fregio a forma di «V» idea di vittoria che rende inconfondibili scarpe da ginnastica, scarpini per calciatori, tute e mute per ogni disciplina sportiva, ma anche palloni e tanti altri accessori. Negli anni ‘60 e ‘70 divenne simbolo del prodotto made in Italy in ambito sportivo. Tepa Sport, distintasi in particolare nel segmento calcio, divenne la scarpa ufficiale di diversi Football Club tra i quali Milan, Inter, Juventus e Napoli. Gigi Riva, Dino Zoff, Roberto Bettega, Fulvio Collovati e Ruben Buriani vestivano Tepa. La Tepa Sport operava in due edifici direzionali e tre stabilimenti da 90.000 m² che lavoravano 10.000 paia di scarpe al giorno. Un marchio che divenne internazionale grazie alle vendite in tutti i continenti; sotto il marchio storico della «V» comparve la stilizzazione di un globo con paralleli, meridiani e bandierine di tutto il mondo.

## Il rilancio e le vicende successive

La divisa realizzata da Tepa Sport per la squadra di calcio del nella stagione 1980-1981

La concorrenza degli anni '80 portò al ridimensionamento nel 1985 dell'azienda fondata dai tre fratelli Riva. Il marchio restò comunque interessante per un rilancio, specialmente in epoca di revival del vintage. Dopo una serie di tentativi da parte della seconda generazione dei Riva, a inizio 2000 il brand viene dato in licenza a tre imprenditori lombardi che, appoggiandosi al distretto marchigiano della calzatura, propongono un prodotto di alta qualità.

## Il marchio Tepa
Nel 2015 viene registrata una nuova società gestita dal figlio del fondatore Rino Riva; questa acquisisce il marchio Tepa Sport,  con lo scopo di commercializzare scarpe ed abbigliamento. Se la sede della nuova società è nuovamente a Rudiano, nessuno dei prodotti viene costruito o assemblato in sede, ma appoggiandosi ad artigiani e fabbriche in varie località di Italia.
La commercializzazione dei prodotti con il marchio TEPA SPORT avviene tramite la distribuzione in alcuni negozi e tramite e-commerce.

## Nella cultura di massa
Le Tepa erano molto diffuse negli anni settanta tra i giovani consumatori dell'epoca. Secondo alcuni però la loro qualità lasciava a desiderare: Albertino le ricorda come scarpe da barboni che "ti lasciano il colore sul calzino sudato", mentre Pucci scrive che erano "fatte di carta e cemento con suole di catrame".
(da Supergiovane, Elio e le Storie Tese)
Alcuni anni dopo la chiusura dello stabilimento e la scomparsa del marchio, la rock band milanese Elio e le Storie Tese omaggiò l'azienda con una citazione contenuta nel brano Supergiovane, contenuto nell'album Italyan, Rum Casusu Çikti, laddove il protagonista della canzone (Supergiovane) dichiara di donare "le sue Tepa" al moribondo amico "per il viaggio che conduce all'Aldilà".